# Xanthorhoe barnsi
Xanthorhoe barnsi är en fjärilsart som beskrevs av Louis Beethoven Prout 1921. Xanthorhoe barnsi ingår i släktet Xanthorhoe och familjen mätare. Inga underarter finns listade i Catalogue of Life.